# Елвін Гейз
Елвін Ернест Гейз (англ. Elvin Ernest Hayes, нар. 17 листопада 1945, Рейвілл, Луїзіана, США) — американський професіональний баскетболіст, що грав на позиціях центрового і важкого форварда за декілька команд НБА, зокрема за «Вашингтон Візардс», яка навіки закріпила за ним ігровий №11. Чемпіон НБА.
Введений до Баскетбольної Зали слави та входить до «50 найвизначніших гравців в історії НБА». 

## Ігрова кар'єра
На університетському рівні грав за команду Х'юстон (1965–1968). Разом з Доном Чейні був першим афроамериканським гравцем в історії закладу. Двічі включався до символічної збірної NCAA.
1968 року був обраний у першому раунді драфту НБА під загальним 1-м номером командою «Сан-Дієго Рокетс». Захищав кольори команди із Сан-Дієго, а згодом з Х'юстона протягом наступних 4 сезонів. У своєму дебютному сезоні відразу став найкращим бомбардиром ліги, набираючи 28,4 очка за гру, додаючи при цьому 17,1 підбирання. 11 листопада 1968 року встановив особистий рекорд результативності, набравши 54 очки в матчі проти «Детройт Пістонс». Наступного сезону став лідером ліги вже за підбираннями, збираючи 16,9 відскоків за гру. 1971 року команда переїхала до Х'юстона, міста, де Гейз прославився як баскетболіст в коледжі.
З 1972 по 1981 рік також грав у складі «Балтимор Буллетс», куди перейшов в обмін на Джека Маріна. Там разом з Весом Анселдом сформував потужну передню лінію, яка допомогла команді тричі виходити до фіналу НБА (1975, 1978 та 1979) та одного разу його виграти в 1978 році. 27 травня 1979 року в одному з матчів фінальної серії проти Сіетла встановив рекорд НБА, зробивши 11 підбирань в атаці. Стільки підбирань в атаці у матчі Фіналу НБА згодом підкорювались лише Деннісу Родману 1996 року.
Останньою ж командою в кар'єрі гравця стала «Х'юстон Рокетс», до складу якої він повернувся 1981 року і за яку відіграв 3 сезони. Закінчив кар'єру, зігравши загалом точно 50,000 хвилин. У його активі 16,279 підбирань, що є четвертим результатом в історії, після Вілта Чемберлейна, Білла Расселла та Каріма Абдул-Джаббара.

## Кар'єра після НБА
Після завершення спортивної кар'єри певний час володів автосалоном в місті Кросбі, Техас. 2010 року почав роботу радіо коментатора матчів студентської команди Х'юстон Кугарс.

## Статистика виступів в НБА
| † | Позначає сезон, в якому Елвін Гейз ставав чемпіоном НБА |
| * | Лідер ліги                                              |

### Регулярний сезон
| Сезон              | Команда             | GP   | GS | MPG   | FG%  | 3P%  | FT%  | RPG   | APG | SPG | BPG | PPG   |
| ------------------ | ------------------- | ---- | -- | ----- | ---- | ---- | ---- | ----- | --- | --- | --- | ----- |
| 1968–69            | «Сан-Дієго Рокетс»  | 82   | -  | 45.1  | .447 | -    | .626 | 17.1  | 1.4 | -   | -   | 28.4* |
| 1969–70            | «Сан-Дієго Рокетс»  | 82*  | -  | 44.7* | .452 | -    | .688 | 16.9* | 2.0 | -   | -   | 27.5  |
| 1970–71            | «Сан-Дієго Рокетс»  | 82   | -  | 44.3  | .428 | -    | .672 | 16.6  | 2.3 | -   | -   | 28.7  |
| 1971–72            | «Х'юстон Рокетс»    | 82   | -  | 42.2  | .434 | -    | .649 | 14.6  | 3.3 | -   | -   | 25.2  |
| 1972–73            | «Балтимор Буллетс»  | 81   | -  | 41.3  | .444 | -    | .671 | 14.5  | 1.6 | -   | -   | 21.2  |
| 1973–74            | «Кепітал Буллетс»   | 81   | -  | 44.5* | .423 | -    | .721 | 18.1* | 2.0 | 1.1 | 3.0 | 21.4  |
| 1974–75            | «Вашингтон Буллетс» | 82   | -  | 42.3  | .443 | -    | .766 | 12.2  | 2.5 | 1.9 | 2.3 | 23.0  |
| 1975–76            | «Вашингтон Буллетс» | 80   | -  | 37.2  | .470 | -    | .628 | 11.0  | 1.5 | 1.3 | 2.5 | 19.8  |
| 1976–77            | «Вашингтон Буллетс» | 82   | -  | 41.0  | .501 | -    | .687 | 12.5  | 1.9 | 1.1 | 2.7 | 23.7  |
| 1977–78†           | «Вашингтон Буллетс» | 81   | -  | 40.1  | .451 | -    | .634 | 13.3  | 1.8 | 1.2 | 2.0 | 19.7  |
| 1978–79            | «Вашингтон Буллетс» | 82*  | -  | 37.9  | .487 | -    | .654 | 12.1  | 1.7 | .9  | 2.3 | 21.8  |
| 1979–80            | «Вашингтон Буллетс» | 81   | -  | 39.3  | .454 | .231 | .699 | 11.1  | 1.5 | .8  | 2.3 | 23.0  |
| 1980–81            | «Вашингтон Буллетс» | 81   | -  | 36.2  | .451 | .000 | .617 | 9.7   | 1.2 | .8  | 2.1 | 17.8  |
| 1981–82            | «Х'юстон Рокетс»    | 82   | 82 | 37.0  | .472 | .000 | .664 | 9.1   | 1.8 | .8  | 1.3 | 16.1  |
| 1982–83            | «Х'юстон Рокетс»    | 81   | 43 | 28.4  | .476 | .500 | .683 | 7.6   | 2.0 | .6  | 1.0 | 12.9  |
| 1983–84            | «Х'юстон Рокетс»    | 81   | 4  | 12.3  | .406 | .000 | .652 | 3.2   | .9  | .2  | .3  | 5.0   |
| Усього за кар'єру  | Усього за кар'єру   | 1303 | ?  | 38.4  | .452 | .147 | .670 | 12.5  | 1.8 | 1.0 | 2.0 | 21.0  |
| В іграх усіх зірок | В іграх усіх зірок  | 12   | 4  | 22.0  | .403 | 0    | .647 | 7.7   | 1.4 | .4  | .5  | 10.5  |

### Плей-оф
| Сезон             | Команда             | GP  | GS | MPG   | FG%  | 3P% | FT%  | RPG   | APG | SPG | BPG  | PPG  |
| ----------------- | ------------------- | --- | -- | ----- | ---- | --- | ---- | ----- | --- | --- | ---- | ---- |
| 1969              | «Сан-Дієго Рокетс»  | 6   | –  | 46.3  | .526 | –   | .660 | 13.8  | 0.8 | –   | –    | 25.8 |
| 1973              | «Балтимор Буллетс»  | 5   | –  | 45.6  | .505 | –   | .697 | 11.4  | 1.0 | –   | –    | 25.8 |
| 1974              | «Кепітал Буллетс»   | 7   | –  | 46.1  | .531 | –   | .707 | 15.9* | 3.0 | 0.7 | 2.1  | 25.9 |
| 1975              | «Вашингтон Буллетс» | 17* | –  | 44.2  | .468 | –   | .677 | 10.9  | 2.2 | 1.5 | 2.3  | 25.5 |
| 1976              | «Вашингтон Буллетс» | 7   | –  | 43.6  | .443 | –   | .582 | 12.6  | 1.4 | 0.7 | 4.0* | 20.0 |
| 1977              | «Вашингтон Буллетс» | 9   | –  | 45.0* | .428 | –   | .695 | 13.6  | 1.9 | 1.1 | 2.4  | 21.0 |
| 1978†             | «Вашингтон Буллетс» | 21* | –  | 41.3* | .491 | –   | .594 | 13.3* | 2.0 | 1.5 | 2.5  | 21.8 |
| 1979              | «Вашингтон Буллетс» | 19  | –  | 41.4  | .429 | –   | .669 | 14.0  | 2.0 | 0.9 | 2.7  | 22.5 |
| 1980              | «Вашингтон Буллетс» | 2   | –  | 46.0  | .390 | –   | .800 | 11.0  | 3.0 | 0.0 | 2.0  | 20.0 |
| 1982              | «Х'юстон Рокетс»    | 3   | –  | 41.3  | .340 | –   | .533 | 10.0  | 1.0 | 0.7 | 3.3  | 14.0 |
| Усього за кар'єру | Усього за кар'єру   | 96  | ?  | 43.3  | .464 | –   | .652 | 13.0  | 1.9 | 1.1 | 2.6  | 22.9 |